# Dorfkirche Niebendorf

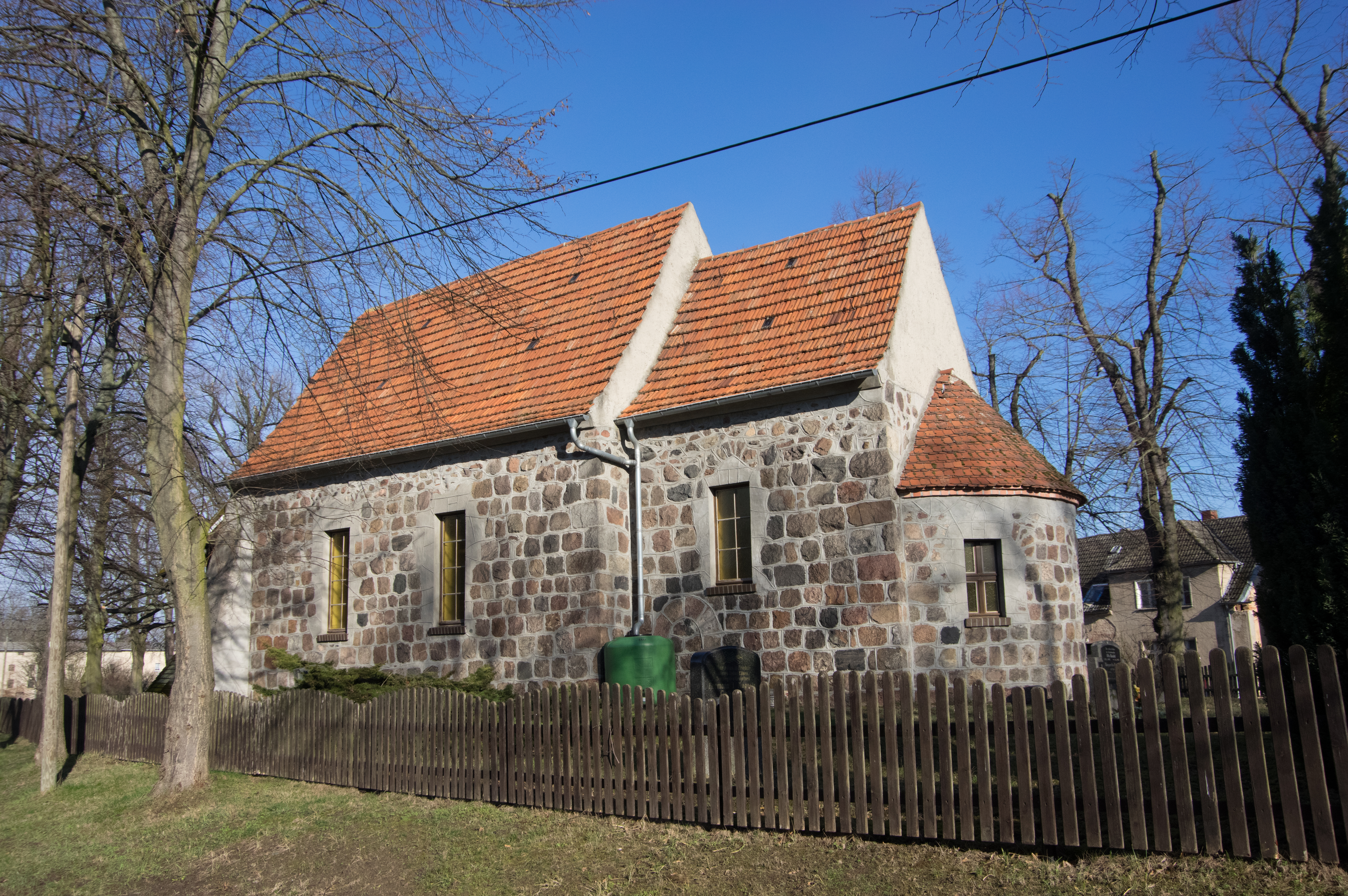
Dorfkirche Niebendorf

Die heute evangelische Dorfkirche Niebendorf ist eine spätromanische Feldsteinkirche der ehemals selbstständigen Gemeinde Niebendorf. Diese wurde 1957 mit Heinsdorf zum Ortsteil Niebendorf-Heinsdorf der Stadt Dahme/Mark im Landkreis Teltow-Fläming im Land Brandenburg. Die Kirchengemeinde gehört zum Kirchenkreis Zossen-Fläming der Evangelischen Kirche Berlin-Brandenburg-schlesische Oberlausitz. Das barocke Deckengemälde wurde vom gleichen Künstler geschaffen, der auch in der Dorfkirche Waltersdorf tätig wurde. Die beiden Kirchen gelten daher als „Zwillingskirchen“.

## Lage
Die Straße Niebendorf führt von Nordwesten kommend in südöstlicher Richtung auf den historischen Dorfanger. Dort steht die Kirche im südlichen Bereich auf einem Grundstück mit einem Kirchfriedhof, der mit einem Zaun eingefriedet ist.

## Geschichte
Niebendorf wurde zwar erst 1405 erstmals urkundlich erwähnt, dürfte aber bereits viele Jahre zuvor besiedelt worden sein. Das Brandenburgische Landesamt für Denkmalpflege und Archäologische Landesmuseum (BLDAM) geht davon aus, dass der Sakralbau bereits in der ersten Hälfte des 13. Jahrhunderts entstand. Ende des 17./Anfang des 18. Jahrhunderts sowie im frühen 19. Jahrhundert wurde das Bauwerk erneuert. Einer der Gründe könnte, so das Amt Dahme/Mark, eine Beschädigung im Dreißigjährigen Krieg gewesen sein. Das Kirchenpatronat lag zum Ende des 17./Anfang des 18. Jahrhunderts bei der Familie um von Johann Heinrich von Berger und ging später an seinen jüngsten Sohn Johann August von Berger über. Auf sie geht die üppige Ausstattung zurück. Nach dem Siebenjährigen Krieg kam Niebendorf im Jahr 1769 an den Amtmann August Sigismund Richter zu Dahme. Ein Patronatswappen mit seinen Initialen ASR und der Jahreszahl 1769 erinnert an diesen Übergang.
2009 begannen umfangreiche Sanierungsarbeiten, die durch einen Förderverein initiiert und begleitet wurden. Bei ersten Aufräumarbeiten auf dem Dachboden kamen die Fragmente zweier Taufengel zum Vorschein, von denen einer der benachbarten Dorfkirche Heinsdorf zugeschrieben werden konnte. Bereits ein Jahr später konnte der barocke Altar für rund 19.000 Euro saniert werden. 2011 folgte für rund 22.000 Euro die Sanierung der Deckenbemalung. Nachdem 2011 der Taufengel wiederhergestellt werden konnte, restaurierten Experten im Jahr 2012 die Emporen.

## Baubeschreibung

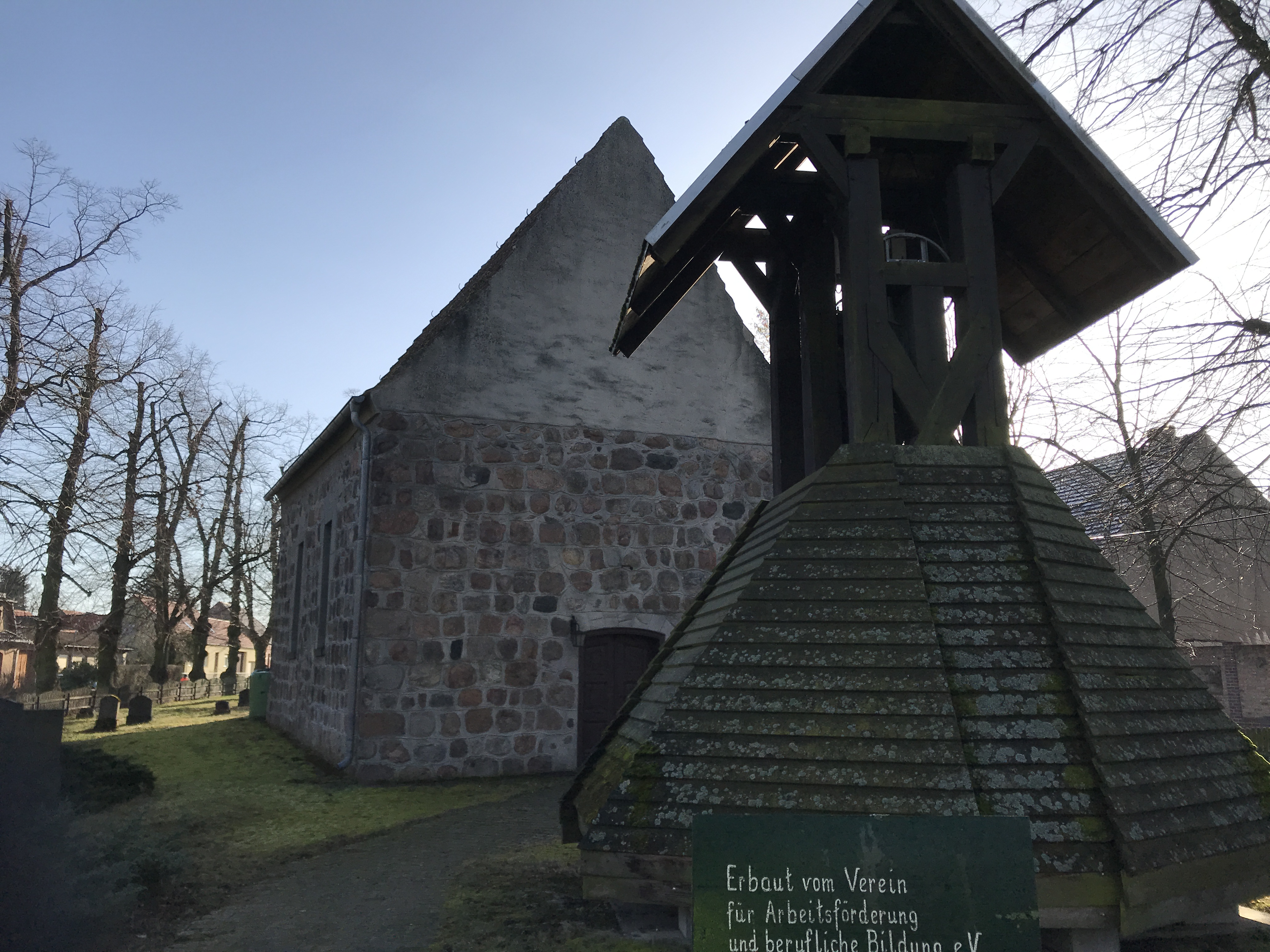
Westansicht mit Glockenturm

Das Bauwerk entstand im Wesentlichen aus Feldsteinen, die vergleichsweise sorgfältig behauen und lagig geschichtet wurden. Die halbrunde Apsis ist stark eingezogen und besitzt an der Nordost- und Südostseite je ein kleines und hochrechteckiges Fenster, die teilweise verputzt sind. Teilweise ist die ursprüngliche, rundbogenförmige Laibung noch sichtbar. Mittig sind die Reste eines zugesetzten Fensters erkennbar. Der Chor ist ebenfalls eingezogen und hat einen rechteckigen Grundriss. An seiner Nordseite ist ein hochrechteckiges Fenster, ebenso an seiner Südseite. Dort sind – leicht nach Westen hin versetzt – die Reste einer zugesetzten Priesterpforte erkennbar, die aus der Bauzeit stammen dürfte.
Das Kirchenschiff hat ebenfalls einen rechteckigen Grundriss sowie zwei hochrechteckige Fenster an jeder Seite. An der Nordseite ist zwischen den beiden Öffnungen eine weitere, ebenfalls zugesetzte Pforte erkennbar. Sie dürfte ebenfalls aus der Bauzeit stammen. An der südwestlichen Ecke ist ein trapezförmiger Strebepfeiler. Der Zugang zur Kirche erfolgt über eine kleine, gedrückt-segmentbogenförmige Pforte von Westen her. Der Giebel an der Westseite ist verputzt. Nordöstlich des Bauwerks steht ein Glockenturm.

## Ausstattung
Die barocke Kirchenausstattung wird im Dehio-Handbuch als „einheitlich, stimmungsvoll“ beschrieben. Sie stammt aus dem Ende des 17. Jahrhunderts und wurde in den Jahren 2010 und 2011 umfangreich restauriert. Das Altarretabel ist reich geschmückt und besteht aus einem korinthischen, säulenartigen Aufbau, der mit Akanthuswangen verziert ist. In der Predella ist das Abendmahl Jesu abgebildet. Seitlich sind Christus mit Maria Magdalena und Christus am Ölberg zu sehen. Das Altarblatt zeigt die Kreuzigung Christi; begleitet von weiteren Abbildungen der Geißelung Christi sowie Ecce homo. Der Altarauszug zeigt die Auferstehung, sowie zwei Engel, die ein Kreuz bzw. eine Geißelsäule tagen; darüber eine Strahlenglorie mit dem Schriftzug INRI. Der Aufsatz stammt vermutlich aus der Werkstatt von Georg Wolschke, der beispielsweise auch in Cahnsdorf tätig war oder den Taufengel in der Dorfkirche Göllnitz schuf. Weiterhin existiert ein Gemälde von Joseph Gerlach aus der Zeit um 1750. Der polygonale Kanzelkorb steht auf einer gedrehten Säule und ist mit Darstellungen von Jesus Christus sowie den Evangelisten verziert. Darüber ist ein Schalldeckel mit einer Taube als Symbol für den Heiligen Geist sowie mit einem Pelikan als Symbol für Jesus Christus. Eine Besonderheit ist eine funktionsfähige Kanzeluhr. Sie besteht aus vier einzelnen Röhrchen, die jeweils eine Zeitspanne von 15 Minuten anzeigen.
Chor und Schiff tragen eine hölzerne Flachtonne aus der Zeit um 1769. Das Schiff ist dabei mit Engeln vor einem Wolkengrund bemalt, die Spruchbänder halten. Ein Zitat stammt beispielsweise aus dem Evangelium nach Lukas: „Ehre sei Gott in der Höhe und Friede auf Erden und den Menschen ein Wohlgefallen!“ (Lk 2,14 ), ein anderes zitiert die Weihnachtsbotschaft. Im Chor sind sie um eine Wolkenglorie geordnet. Dazwischen ist ein gedrückt-spitzbogenförmiger Triumphbogen. Im Süden und Westen steht je eine Empore. Unterhalb der Westempore ist eine Patronatsloge – offenbar aus Platzgründen und nicht, wie sonst üblich, gegenüber der Kanzel. Die Fünte ist auf das Jahr 1780 datiert. Zur weiteren Kirchenausstattung gehören ein Pfarrgestühl mit geschnitztem Rankenwerk sowie ein geschnitztes Patronatswappen an der Nordwand aus dem Jahr 1769.
Eine Besonderheit stellt ein rund 90 cm großer Taufengel dar, der der Werkstatt von Tobias Mathias Beyermann zugeschrieben wird. Er erstand in der ersten Hälfte des 18. Jahrhunderts und lag über 100 Jahre auf dem Dachboden der benachbarten Kirche in Heinsdorf. Der Taufengel war stark beschädigt, konnte aber wieder restauriert werden.
Im freistehenden Glockenturm hängen zwei Glocken. Eine stammt aus dem Mittelalter und trägt die Inschrift „AVE MARIA GRACIA PLENA“ (Gegrüßt seist du, Maria, voll der Gnaden) sowie fünf bildliche Darstellungen. Die Kirchengemeinde erwarb sie 1924 für 400 Mark von der Nachbargemeinde in Niebendorf, nachdem das Geläut vermutlich im Zuge einer Metallspende des deutschen Volkes verloren gegangen war.
An der Außenwand erinnert eine Gedenktafel an die Gefallenen aus dem Ersten Weltkrieg.